# Monaster Głożeński
Monaster Głożeński, Głożeński Monaster św. Jerzego Zwycięzcy – prawosławny męski klasztor na wzniesieniu w paśmie Lisec, w odległości 12 km od Tetewenu, między wsiami Głożene i Małyk Izwor, w jurysdykcji metropolii łoweckiej Bułgarskiego Kościoła Prawosławnego.
Brak dokładnych informacji o czasie powstania monasteru. Według miejscowej legendy w 1230 bułgarski car Iwan Asen II nadał miejscowe ziemie księciu Głożowi, zbiegłemu z Rusi Kijowskiej przed Tatarami. Źródła nie potwierdzają jednak istnienia tej postaci. Być może historię tę wymyślili sami mnisi z monasteru, chcąc w okresie tureckiego panowania na ziemiach bułgarskich zdobywać wsparcie finansowe z Rosji. Historycznych podstaw nie ma również legenda o cudownym pojawieniu się ikony Matki Bożej jeszcze w XIII w. Czczony w monasterze wizerunek został napisany w 1826 przez Iwana Popowicza. Nie jest natomiast wykluczone, że Monaster Głożeński faktycznie zaczął funkcjonować jeszcze w XIII w. jako siedziba grupy mnichów-pustelników, a następnie został rozbudowany dzięki fundacji prywatnej. W 1393, w czasie tureckiego najazdu, monaster pełnił funkcje twierdzy dzięki swojemu położeniu, został jednak zdobyty i całkowicie zniszczony.
Monaster został odbudowany w XV stuleciu. W tym czasie przy użyciu materiałów budowlanych pozyskanych po rozbiórce starszej cerkwi wzniesiono nową główną świątynię klasztorną. Na początku XVI w. obiekt ten został udekorowany wewnątrz freskami. Budowla ta istniała do trzęsienia ziemi na początku XX w., gdy popadła w ruinę, zaś w 1915 jej pozostałości zostały rozebrane.
Od XV do XIX w. monaster posiadał znaczne zbiory biblioteczne. Uległy one jednak rozproszeniu lub zniszczeniu za sprawą działań greckiego biskupa rezydującego w Łoweczu w XIX stuleciu, w okresie zaostrzonego konfliktu między prawosławnymi Bułgarami i działaczami niepodległościowymi a grecką hierarchią Patriarchatu Konstantynopolitańskiego na katedrach na ziemiach bułgarskich. Z monasterskich zbiorów przetrwał jedynie jeden rękopis oraz jedna księga z czytaniami z Dziejów Apostolskich oraz Listów Apostolskich na poszczególne niedziele. Mnisi blisko współpracowali z bułgarskimi spiskowcami i działaczami narodowymi; szczególnie ihumen Eutymiusz, sprawujący swoją godność w latach 60. i 70. XIX w., były współpracownik Wasiła Lewskiego umożliwiał schronienie w klasztorze członkom bułgarskich oddziałów antytureckich.
Od 1893 do 1894 w monasterze więziony był metropolita tyrnowski Klemens, skazany na pozbawienie wolności pod zarzutem zdrady stanu z inspiracji rządu Stefana Stambołowa.
W 1931 w monasterze wzniesiony został nowy sobór. Przeniesiono do niej część ikon, które przetrwały ze starszych cerkwi klasztornych – wizerunki Matki Bożej, Chrystusa, św. Jerzego i św. Jana Chrzciciela.